# Прапор арабського повстання

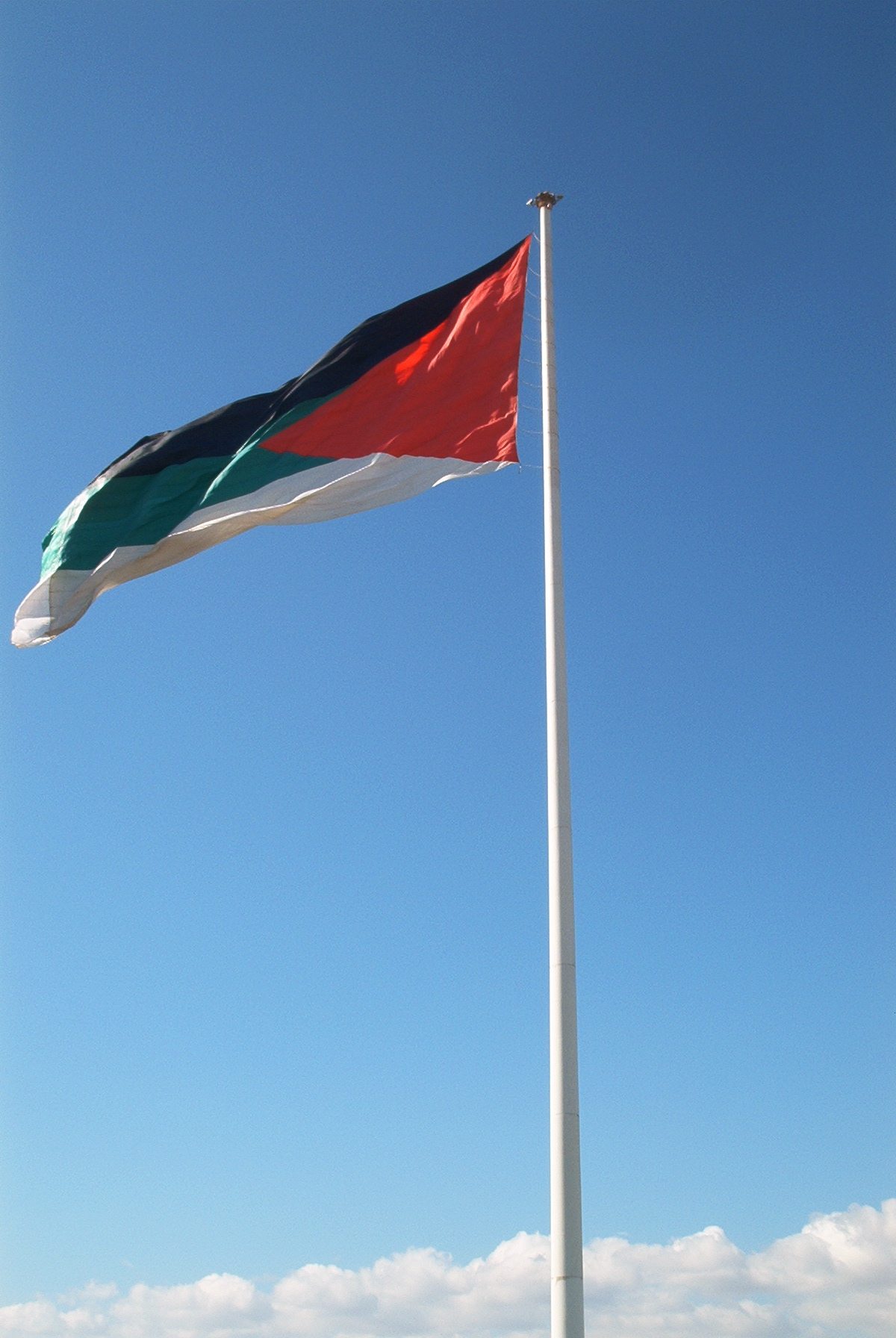
Прапор арабського повстання – Акаба, 2006

Прапор Арабського повстання, також відомий як прапор Хіджазу, був прапором, який використовувався арабськими націоналістами під час Арабського повстання проти Османської імперії під час Першої світової війни та як перший прапор Королівства Хіджаз.

## Історія

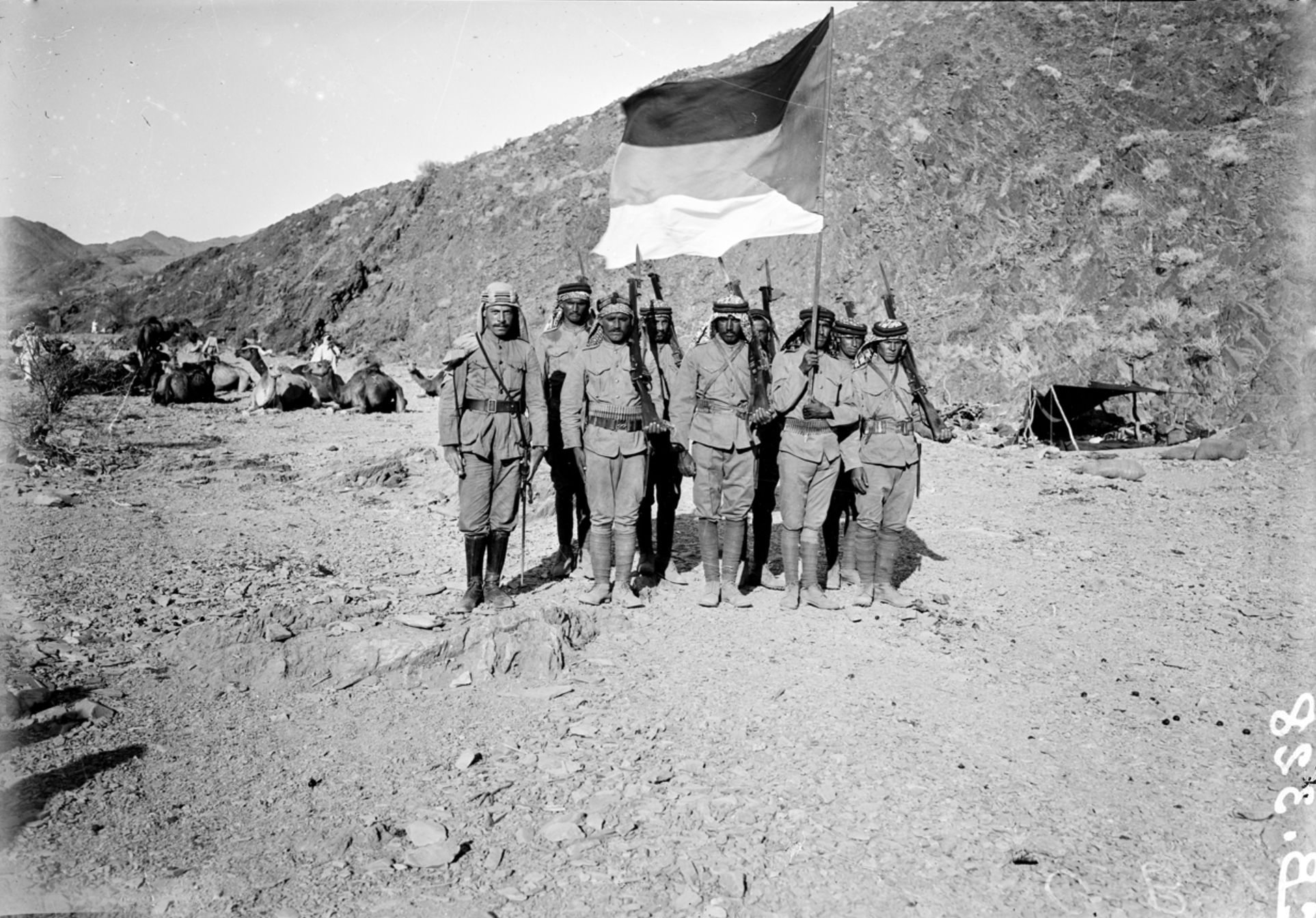
Солдати арабської армії під час арабського повстання 1916–1918 років. Вони несуть прапор Арабського повстання, і сфотографовані в Аравійській пустелі.

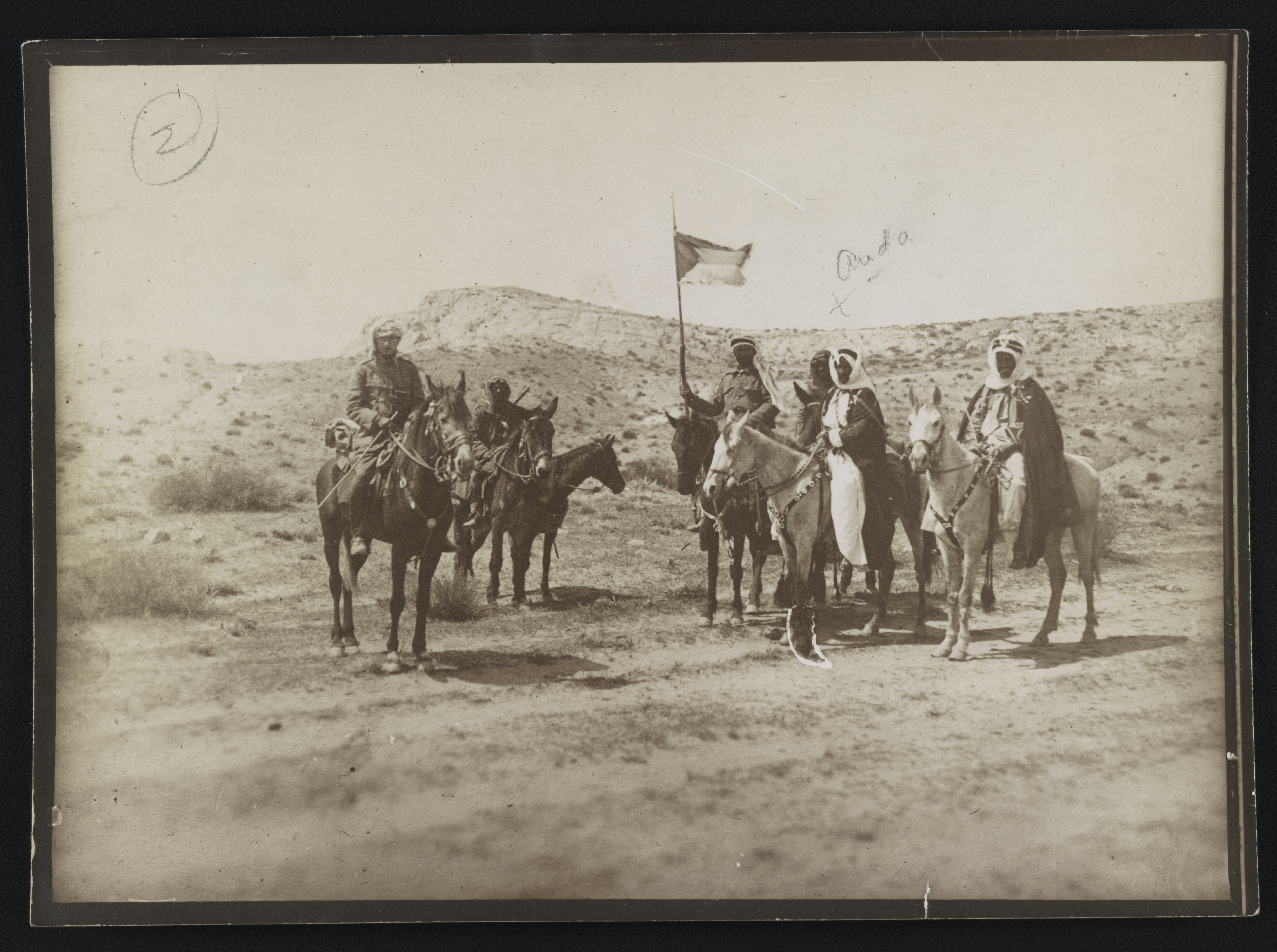
Ауда Абу Тайї (позначений X) з Ховейтату пропонує вірність королю; солдат поруч із ним несе арабський прапор. (1917)

Існує припущення, що прапор був розроблений британським дипломатом сером Марком Сайксом, який намагався створити відчуття «арабськості», щоб розпалити повстання.  За словами історика Стенфордського університету Джошуа Тейтельбаума, це твердження зроблено як біографом Сайкса 1923 року, так і Хусейном ібн Алі аль-Хашімі, який у 1918 році сказав Вудро Вільсону, що це символізує хашимітське панування над арабським світом.  За однією з версій, Сайкс, бажаючи кинути виклик французькому прапору, який вивішується на контрольованих Францією арабських територіях, запропонував Хусейну кілька дизайнів, і він вибрав той, який потім використали.  Однак прапор дуже нагадує попередні прапори, які використовували арабські націоналісти, наприклад, ті, що використовували Аль-Мунтада аль-Адабі в 1909 році, Аль-ʽАхд (Ірак) у 1913 році та таємне товариство Аль-Фатат у 1914 році.
Не зважаючи на те, що арабське повстання не було масштабним та підтримувалося британцями, прапор вплинув на національні прапори ряду арабських держав, що утворились після Першої світової війни. Прапори, натхненні арабським повстанням, включають прапори Палестини, Йорданії, Єгипту, Іраку, Кувейту, ОАЕ, Судану, Сирії, Ємену, Сомаліленду, Західної Сахари та Лівії.
Горизонтальні кольори позначають Аббасидський (чорний), Омеядський (білий) і Рашидунський (зелений) халіфати.   Червоний трикутник був описаний як посилання на Хашимітську династію  або ашраф Мекки. За словами Тіма Маршалла, білий був кольором Омеядів на згадку про першу воєнну перемогу Мухаммеда, чорний був кольором Аббасидів, щоб відзначити нову еру та оплакувати загиблих у битві при Кербелі, а зелений був кольором пальто Пророка та його послідовників, коли вони завоювали Мекку.  Крім того, символіка кольорів була описана наступним чином: білий для дамаського періоду Омеядів, зелений для халіфа Алі, червоний для хаварійського руху та чорний для пророка Мухаммеда, демонструючи «політичне використання релігії» на противагу все більш секуляризоване турецьке колоніальне панування.  Подібним чином Маршалл пояснює використання європейського триколора як знак розриву з османським минулим, тоді як кольори є глибоко ісламськими без використання зірки та півмісяця, які використовували османи.  Пояснення, надане в офіційній записці церемонії відзначення першої річниці повстання, святкування указу Хусейна про прийняття прапора, полягало в тому, що чорний колір представляв чорний штандарт Пророка (al-ʻuqāb, орел), його супутників і імперії Аббасидів, зелений символізував сім’ю Пророка (Ахль аль-Бейт), білий — різних арабських правителів, а червоний — хашимітів.
Хашиміти були союзниками англійців у конфлікті проти Османської імперії. Після закінчення війни хашиміти досягли або отримали правління в регіоні Хіджаз в Аравії, Йорданії, офіційно відомому як Йорданське Хашимітське Королівство, в Іраку та на короткий час у Сирії.
Арабське Королівство Сирія було розпущено лише через кілька місяців існування після французького завоювання в 1920 році. Хашиміти були повалені в Хіджазі в 1925 році султанатом Неджд після саудівського завоювання Хіджаза та в Іраку в 1958 році в результаті державного перевороту, але зберегли владу в Йорданії.
Версія прапора розміром 60 м × 30 м майорить на Акабському флагштоку, наразі сьомому за висотою окремо стоячому флагштоку у світі, розташованому в Акабі, Йорданія.

## Опис
Прапор містить чотири панарабські кольори : чорний, білий, зелений і червоний . По прапору спускаються три горизонтальні смуги: чорна, зелена і біла. З боку древка прапора також є червоний трикутник.

Прапор Єгипту
Прапор Йорданії
Прапор Палестини
Прапор Іраку
Прапор Кувейту
Прапор Сирії
Прапор Судану
Прапор Об'єднаних Арабських Еміратів
Прапор Ємену .
Прапор Сомаліленду
Прапор Західної Сахари
Прапор Лівії

## Зовнішні посилання
- https://www.britannica.com/topic/Arab-Revolt-Flag